# Georg von Wessel

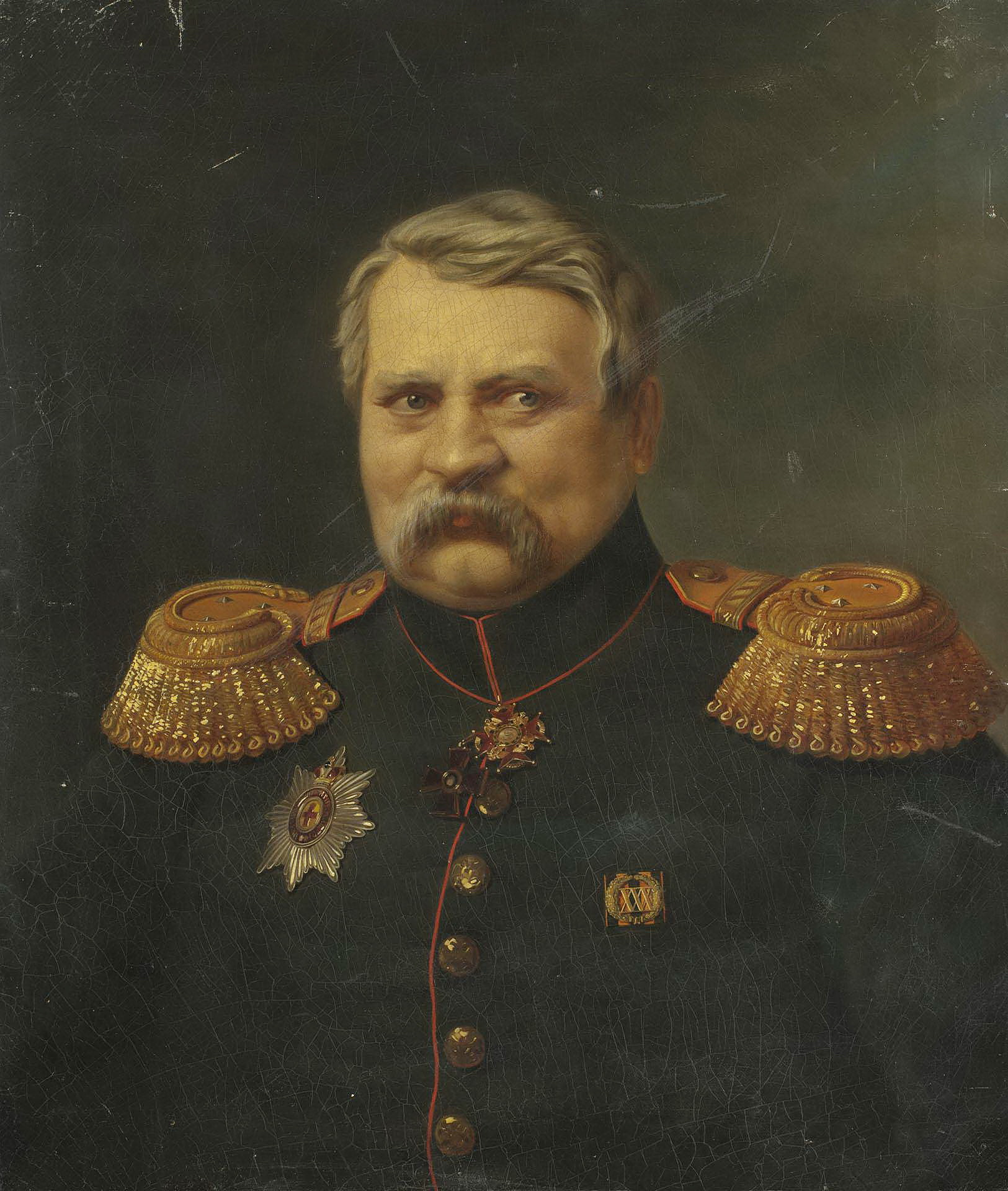
Georg von Wessel

Georg Christianowitsch von Wessel (russisch Егор Христианович фон Вессель; * 6. Junijul. / 17. Juni 1796greg. in Kirchholm; † 27. Februarjul. / 11. März 1853greg. in St. Petersburg) war ein deutschbaltisch-russischer Artillerieoffizier der Kaiserlich Russischen Armee, Ingenieur und Hochschullehrer.

## Leben
Wessels Eltern waren der Gutsbesitzer und Rigaer Großhändler Christian von Wessel (1768 geadelt) und seine Frau Anna Elisabeth geborene Sprotte. Wessel absolvierte das 2. Kadettenkorps in St. Petersburg (Abschluss 1812) und diente dann als Porutschik in der 15. Artilleriebrigade.
Als Stabskapitän wechselte Wessel in den Zivildienst. Er arbeitete im Range eines Titularrats (9. Rangklasse) in der Protestanten-Abteilung des Departements für die ausländischen Konfessionen der Hauptverwaltung für geistliche Angelegenheiten.
1827 wurde Wessel Dozent für Artillerie in den Offiziersklassen der St. Petersburger Michailartillerieschule mit Beförderung zum Gardestabskapitän der 1. Leibgarde-Artilleriebrigade (1829) und Gardekapitän (1830). 1830 verfasste er das erste russische Lehrbuch der Artillerie. 1832 wurde er Professor im Range eines Polkowniks an der Michailartillerieschule, deren Inspektor er 1834 wurde und aus deren Offiziersklassen 1840 die Michailartillerieakademie entstand. Zu seinen Studenten gehörte Konstantin Iwanowitsch Konstantinow. In den 1850er Jahren gab er einen Artill-Kurs für Militärlehranstalten heraus. Er veröffentlichte Arbeiten zur Artilleriewissenschaft und Lehrbücher zu Artillerietechniken, in denen er auch militärische Raketen und Signalraketen berücksichtigte.
Neben seiner Lehrtätigkeit war Wessel Chef der Waffenfabriken. Er verbesserte und vermehrte die Rüstungsproduktion und sorgte besonders für die Verbesserung der Lebensbedingungen der Arbeiter, für deren Kinder er Schulen einrichtete. 1841 wurde er Generalmajor und 1851 Generalleutnant der Artillerie.
Wessel wurde im lutherischen Abschnitt des Wolkowo-Friedhofs begraben.